# Fresnes (Yonne)
Fresnes település Franciaországban, Yonne megyében. Lakosainak száma 62 fő (2022. január 1.). Fresnes Yrouerre, Annay-sur-Serein, Noyers és Sambourg községekkel határos.

## Népesség
A település népességének változása:
| Lakosok száma | 69   | 66   | 65   | 66   | 67   | 68   | 66   | 64   | 62   |
|               | 2013 | 2015 | 2016 | 2017 | 2018 | 2019 | 2020 | 2021 | 2022 |